# انقلاب الأرجنتين 1943

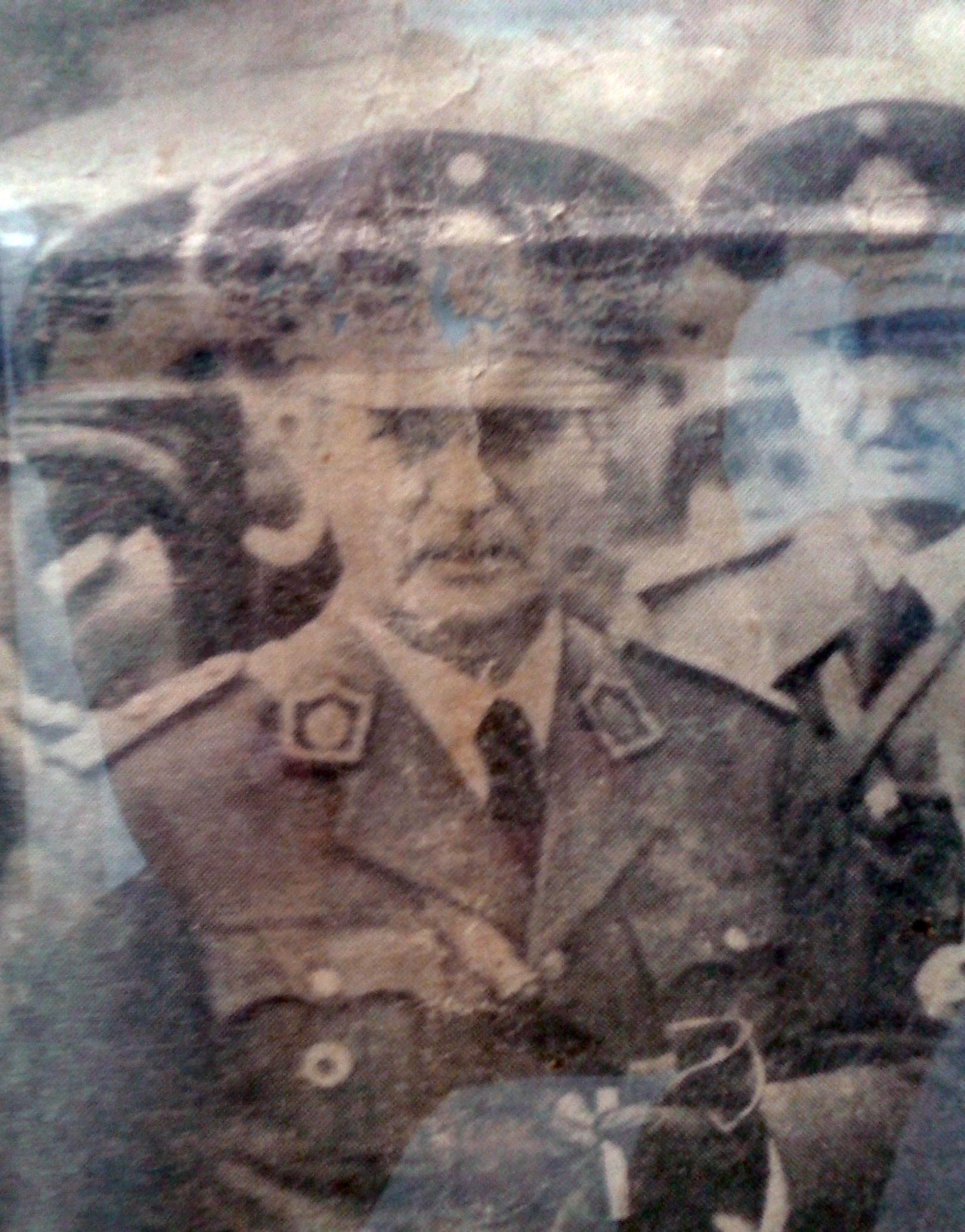
الجنرال ارتورو روسون قائد انقلاب الارجنتين عام 1943

انقلاب الأرجنتين 1943 (بالإنجليزية: 1943 Argentine coup d'état)، المعروف أيضًا باسم ثورة الـ43. كان انقلابًا في 4 يونيو 1943 أنهى حكومة رامون كاستيو الذي كان قد انتُخب لمنصب نائب الرئيس بالتدليس قبل أن يعتلي منصب الرئاسة عام 1942 كجزء من الفترة المعروفة باسم العقد المخزي. كان الجيش معارضًا للحاكم روبوستيانو باترون كوستاس، وهو خليفة كاستيو الذي اختاره بيده ومالك كبير للأراضي في محافظة سالتا، ومالك أسهم رئيسي في صناعة السكر. برزت المقاومة الجدية الوحيدة للانقلاب العسكري من قِبل البحرية الأرجنتينية التي جابهت أعمدة الجيش المتقدمة في مدرسة ميكانكا ضباط الصف البحريين.

## السوابق

### العقد المخزي (1930-1943)
بدأ ما يعرف بالعقد المخزي في 6 سبتمبر 1930 بانقلاب عسكري ترأسه الجنرال الكاثوليكي القومي خوسيه فيلكس أوريبورو. أطاح الانقلاب بالرئيس هيبوليتو يريغوين عضو حزب الاتحاد المدني الراديكالي الذي انتخب ديمقراطيًا عام 1928 لقضاء فترة ولايته الثانية. وفي 10 سبتمبر 1930، اعترفت المحكمة العليا بأوريبورو كرئيس فعلي للأمة.
آلت الانتخابات المحلية في بوينس آيرس في 5 أبريل 1931 لنتيجة عكس توقعات الحكومة. إذ فاز المرشح الراديكالي هونوريو بويريدون في الانتخابات رغم ثقة الحزب الوطني بفوزهم وغياب زعامة الحزب لراديكالي. ومع افتقار الحزب الراديكالي لعدد قليل من الأصوات في المجمع الانتخابي والحزب الوطني، استطاع التفاوض مع الاشتراكيين لمنع الراديكاليين من الظفر بمنصب الحاكم وبدأ الذعر حينها يتملك الحكومة. أعاد يوريبورو تنظيم الحكومة وعين وزراء من القطاع «الليبرالي». وألغى انتخابات الحكومة المحلية لمقاطعتي قرطبة وسانتا في. وفي 8 مايو 1931، ألغى الاستئناف المقدم إلى المجمع الانتخابي الإقليمي، وفي 12 مايو، عيّن مانويل رامون ألفارادو حاكمًا فعليًا لبوينس آيرس.
وبعد بضعة أسابيع، اندلعت ثورة بقيادة المقدم غريغوريو بومار في مقاطعة كوريينتس. ورغم إحكام السيطرة السريع على الثورة، فقد قدمت الثورة لأوريبورو الحجة التي كان ينتظرها. أغلق جميع مباني الاتحاد المدني الراديكالي، واعتقل العشرات من قادته، وحظر المجمعات الانتخابية من انتخاب سياسيين لهم علاقة مباشرة أو غير مباشرة بيريغوين. ولأن بويريدون كان أحد وزراء يريغوين، فقد عنى هذا عدم إمكانية انتخابه. نفى أوريبورو بويريدون من البلاد إلى جانب الفير، الزعيم البارز للحزب الراديكالي. وفي سبتمبر دعا أوريبورو إلى إجراء انتخابات في نوفمبر، وبعد فترة وجيزة ألغى الانتخابات في بوينس آيرس.
بعد فشل الجهود النقابية، حُكمت الأرجنتين من قِبل الكونكوردانسيا وهو تحالف سياسي تم تشكيله بين الحزب الوطني الديمقراطي المحافظ، ومناهضي-الشخصانية، والاتحاد المدني الراديكالي، والحزب الاشتراكي المستقل. حكم الكونكوردانسيا الأرجنتين أثناء الفترة المتبقية من العقد المخزي طيلة فترة رئاسة كل من أغوستين بيدرو خوستو (1932-1938) ، وروبرتو ماريا أورتيز (1938-1940) ، ورامون كاستيو (1940-1943). واتسمت هذه الفترة ببداية نموذج اقتصادي جديد يعرف باسم التصنيع لاستبدال الواردات.
في عام 1943، كان لا بد من إجراء انتخابات لرئيس جديد، وتم التنصل من محاولة منح الرئاسة بالاحتيال لرائد أعمال السكر روبوستيانو باترون كوستاس الذي كان شخصية قوية في مقاطعة سالتا خلال العقود الأربعة الأخيرة. وكان من شأن تولي باترون كوستاس الرئاسة أن يكفل استمرار النظام التدليسي وتعميقه.

### الحرب العالمية الثانية
كان للحرب العالمية الثانية (1939-1945) تأثير حاسم ومعقد على الأحداث السياسية الأرجنتينية، بالأخص على انقلاب 4 يونيو 1943.
في الوقت الذي بدأت فيه الحرب العالمية الثانية، كان تأثير بريطانيا العظمى الاقتصادي متغلغلًا في الأرجنتين. ومن ناحية أخرى، أمنت الولايات المتحدة وجودها المهيمن في جميع أنحاء القارة، وأخذت تستعد لاستبدال بريطانيا العظمى بشكل دائم بصفتها قوة مهيمنة في الأرجنتين. أتاحت الحرب فرصة مثالية للولايات المتحدة، وخاصة بلحظة تخليها عن الحياد بسبب هجوم اليابان على ميناء بيرل هاربر في 7 ديسمبر 1941.
وكان للأرجنتين تاريخ طويل من التزام الحياد فيما يتعلق بالحروب الأوروبية واستمرت جميع الأحزاب السياسية وأيدوا هذا النهج منذ القرن 19. إن أسباب الحياد الأرجنتيني معقدة، يعود أبرزها لدورها كمورد للغذاء إلى بريطانيا وأوروبا بشكل عام. في كل من الحربين العالميتين، كانت بريطانيا العظمى في حاجة إلى ضمان توفير الغذاء (الحبوب واللحوم) لسكانها وقواتها، وكان هذا من الممكن أن يكون مستحيلًا لو لم تحافظ الأرجنتين على الحياد، وذلك لأن سفن الشحن كانت لتكون أول من تتعرض للهجوم، وبالتالي تعطيل الإمدادات. وفي الوقت نفسه، حافظت الأرجنتين تقليديًا على موقف متشكك تجاه رؤية الهيمنة لحركة الجماعة الأمريكية وهي القوة الدافعة للولايات المتحدة منذ القرن التاسع عشر.
في ديسمبر 1939 تشاورت الحكومة الأرجنتينية مع بريطانيا حول إمكانية التخلي عن موقف الحياد والانضمام إلى الحلفاء. رفضت الحكومة البريطانية الاقتراح رفضًا قاطعًا مؤكدةً من جديد المبدأ القائل بأن المساهمة الرئيسية للأرجنتين هي إمداداتها، ومن أجل ضمان ذلك فإنه لمن الضروري الحفاظ على الحياد. وكان آنذاك للولايات المتحدة أيضًا موقف محايد تعززه قوانين الحياد وسياستها الانعزالية المعتادة، وإن كان ذلك سيتغير جذريًا بعد هجوم اليابان على قواعدها العسكرية في المحيط الهادئ.
في أعقاب هجوم بيرل هاربر، دعت الولايات المتحدة في مؤتمر ريو عام 1942 جميع بلدان أمريكا اللاتينية للدخول في الحرب ككتلة واحدة. وبالنسبة للولايات المتحدة، التي لم تتأثر بتوقف التجارة بين الأرجنتين وأوروبا، فقد جاءت الحرب العالمية الثانية كفرصة ممتازة لإنهاء فرض هيمنة بريطانيا العظمى القارية، سواء على الصعيد السياسي أو الاقتصادي، وإزاحتها بشكل دائم من معقلها في أميركا اللاتينية. ولكن الأرجنتين عارضت دخول الحرب من خلال مستشارها، إنريكي رويز غيونازو، ما أدى إلى تقليص اقتراح الولايات المتحدة. بدءًا من هذه النقطة، استمر الضغط الأمريكي بالازدياد حتى بلغ السيل الزبى.
مع اشتعال الحرب، انقسم سكان الأرجنتين إلى مجموعتين ضخمتين: «أنصار الحلفاء» و«أنصار الحياد». كانت المجموعة الأولى تؤيد دخول الأرجنتين الحرب إلى جانب صفوف الحلفاء، في حين أن المجموعة الأخيرة جادلت بأن البلاد يجب أن تبقى محايدة. بقيت مجموعة ثالثة من «أنصار الألمان» أقلية؛ ولأنه من المستبعد للغاية أن تدخل الأرجنتين الحرب إلى جانب المحور، فقد مالت نحو تأييد الحياد.
حافظ الرئيسان السابقان، الراديكالي المناهض للشخصانية روبرتو ماريا أورتيز (1938-1942) والديمقراطي الوطني رامون كاستيو (1942-1943) على موقف الحياد، بيد أنه كان من الواضح أن باترون كوستاس، المرشح الرئاسي الرسمي، سيعلن الحرب على المحور. وكان لهذا الظرف تأثير هائل على القوات المسلحة وعلى رأسها الجيش، بينما فضلت الأغلبية التزام الحياد.